# دیویس کریک (کالیفرنیا)
دیویس کریک (به انگلیسی: Davis Creek) یک منطقهٔ مسکونی در ایالات متحده آمریکا است که در شهرستان مودوک، کالیفرنیا واقع شده‌است. دیویس کریک ۱٬۴۷۷ متر بالاتر از سطح دریا واقع شده‌است.